# Youthquake
Youthquake (jap. ユースクエイク YOUTHQUAKE) – japoński zespół grający thrash metal i death metal. Uformowany w 1990 r.

## Muzycy

### Obecny skład zespołu
- Hiyori - wokal
- Masa - gitara
- Kenta - gitara
- Akira - gitara basowa
- Hime - perkusja

## Dyskografia

### Albumy studyjne
- Quake Dope (1993)
- Youth...Mine and the Truth (1994)
- Youthquake (1996)
- Apocalypse (2001)
- The Evolution of New Oriental Metal (2003)